# Orquestra Formadora de Músicos
A Orquestra Formadora de Músicos é uma orquestra baseada em Singapura composta de músicos jovens voluntários. Apresentou seu primeiro concerto em Agosto de 2008 e desde então vem apresentando-se em Singapura.

## História
A orquestra foi formada após um período de discussão no começo de 2008, apresentando-se em muitos concertos beneficentes em Sinapura. O repertório da orquestra inclui obras de Richard Strauss, Brahms, Rimsky-Korsakov, Nicolo Paganini, Sergei Rachmaninoff, entre tantos outros.